# L'Air de la guerre
Ne doit pas être confondu avec L'Art de la guerre (homonymie).
L'Air de la guerre est un récit de Jean Hatzfeld publié en 1994 aux éditions de l'Olivier et ayant reçu le Prix Novembre la même année, ex æquo avec La Belle Jardinière d'Éric Holder.

## Résumé
Dans ce récit, Jean Hatzfeld revient sur son expérience, en tant que journaliste de guerre, des conflits d'ex-Yougoslavie. Il livre ses impressions sur la guerre, s'intéressant tout particulièrement à la manière dont les civils à proximité du front vivent le conflit.

## Éditions
- L'Air de la guerre, éditions de l'Olivier, 1994  (ISBN 2-87929-058-9)